# Aeroflot-Flug 75
Am 13. Oktober 1977 musste eine Jakowlew Jak-40 notlanden, nachdem sich auf dem innersowjetischen Linienflug Aeroflot-Flug 75 von Rostow am Don nach Mykolajiw die Frachtluke kurz nach dem Abheben öffnete und 2 Passagiere in den Tod stürzten.

## Flugzeug und Besatzung
Die Jakowlew Jak-40 (Luftfahrzeugkennzeichen:CCCP-87948, Werknummer:9621245) absolvierte ihren Erstflug am 8. Juni 1976 und absolvierte bis zum Zwischenfall 2486 Flugstunden bei 1704 Flugzyklen.
Die Besatzung bestand aus dem Flugkapitän Witali Iwanowitsch Kolossow, der Ersten Offizierin Jelena Iwanowa Gladkowa, dem Flugingenieur Wiktor Aleksejewitsch Iwaschtschenko und der Flugbegleiterin Z. A. Lebedewa.

## Verlauf
Kurz nach dem Abheben flog die Jak-40 die erste Kurve, als auf 250–300 m Höhe die Frachtluke aufsprang und durch den Luftdruck in die komplett offene Position gedrückt wurde. Die beiden daran befestigten Sitzreihen 2 und 3 wurden aus dem Kabinenboden gerissen und hingen kopfüber über dem Rumpf. Die Piloten meldeten um 7:16 Uhr den Vorfall und begannen mit einer Notlandung in Rostow.
Dabei rutschte ein 6-jähriger Junge auf Sitzplatz 3A durch seinen zu lockeren Gurt, der so nur Erwachsene gehalten hätte, und starb ebenso wie seine Mutter auf Platz 3B: Sie war zwar richtig angeschnallt, aber aufgrund eines nicht standardgemäßen Sicherungsbolzens löste sich ihr Gurt. Ein korrekt angeschnallter Mann auf Platz 2A verblieb dort bis zur Landung. Als sich danach die Luke mit abnehmender Geschwindigkeit und Luftdruck senkte, wurde er von anderen Passagieren wieder in die Kabine gezogen.

## Ursache
Die Ermittler fanden heraus, dass die Jak-40 am Vortag, dem 12. Oktober, Fracht flog und zwecks dessen die Passagiersitze entfernt wurden. Nach der Übergabe schloss das dafür zuständige technische Personal die Frachtluke nur mangelhaft. Der Schichtleiter wies zwei Techniker an, während der Wartung die Sitze für den Passagierbetrieb wieder anzubringen, was er nirgendwo schriftlich festhielt. Im Anschluss wurde auch nicht mit Hilfe der Warnsysteme im Cockpit überprüft, ob die Frachttür korrekt verschlossen war.
Dies fiel auch nicht Flugingenieur Iwaschtschenko während der Startvorbereitungen auf, trotz der Möglichkeit, dies an der Position des Frachtlukenhebels und den Instrumenten erkennen zu können. Kapitän Kolossow und Erste Offizierin Gladkowa waren nur für die visuelle Inspektion von außen geschult.
Als der Druckunterschied zwischen Flugzeug und der Außenluft während des Steigflugs 25–30  mm Hg erreichte, presste dieser schließlich die Luke auf.

## Weiteres
Nach dem Zwischenfall wurde die Jak-40 repariert und flog weiter, bis sie am 31. Oktober 1979 bei einer Notlandung im Gelände, bei der alle Insassen überlebten, zerstört wurde.